# Blue Period
Blue Period (ブルーピリオド en la transcripció en katakana) és un manga shonen de la mangaka Tsubasa Yamaguchi. Es començà a publicar el 24 de juny de 2017 a la revista Gekkan Afternoon, cosa que el converteix en el seu primer manga llarg després d'alguns treballs més breus. A 2024, se n'han publicat un total de 15 volums al Japó per part de l'editorial Kodansha, la seva publicació continua en curs.

## Argument
La història narra tracta sobre l'esperit de superació personal d'un alumne d'institut. Yatora Yaguchi és un estudiant exemplar, però també un dels brètols del seu institut. Això és a causa dels seus pares, mentre el seu pare li diu que visqui la seva adolescència al màxim, la seva mare no deixa de dir-li que estudiï. Quan pinta el seu paisatge preferit, l'alba al barri de Shibuya, s'adona que la seva vocació és la pintura. Sense experiència ni coneixements bàsics en la pintura, iniciarà una cursa a contrarellotge per aprendre i desenvolupar el seu talent amb els pinzells amb l'objectiu d'entrar la Universitat Nacional de Belles Arts i Música de Tòquio, la més exigent de tot el Japó. A mesura que avança la història de Yatora, s'introdueixen explicacions detallades de la teoria i les tècniques de dibuix, amb un realisme aportat per la mateixa autora, que fou alumna d'aquesta universitat.

## Guardons
Des del moment en què es va publicar l'obra ha rebut diversos guardons, especialment a partir de l'edició del seu primer volum recopilatori. Ha rebut el primer al Minna ga erabu Comic Taishō (2018), en la categoria de futures promeses, el tercer lloc del Manga Taishō (2019) i el quart lloc de la secció de manga shonen de la reconeguda guia Kono manga ga sugoi! (2019). També va rebre una nominació al 43è Premi Kōdansha. També ha estat obra seleccionada pel jurat de la 22a edició del Japan Media Arts Festival (2019). La secció de promoció d'aquest festival, en col·laboració amb Ficomic, van promoure una exposició de Blue Period al 25 Manga Barcelona, edició en què es va convidar l'autora, gràcies a la col·laboració amb el festival i l'Agència Japonesa d'Assumptes Culturals.

## Crítica
Blue Period forma part de la llista de 501 mangues dels divulgadors Estrada i Bernabé inclosos al llibre 501 mangas que leer en español. Segons els autors, l'estil de dibuix de Yamaguchi «sembla una fusió de l'estètica habitual del shōjo amb influències més aternatives, amb moments que poden recordar a Kyoko Okazaki i fins i tot a Taiyo Matsumoto».

## Volums
| Núm. | Títol           | Data de publicació     | Pàg. | ISBN              |
| ---- | --------------- | ---------------------- | ---- | ----------------- |
| 1    | Blue Period (1) | 22 de desembre de 2017 | 224  | 978-4-06-510586-3 |
| 2    | Blue Period (2) | 23 de març de 2018     | 192  | 978-4-06-511124-6 |
| 3    | Blue Period (3) | 23 d'agost de 2018     | 192  | 978-4-06-512336-2 |
| 4    | Blue Period (4) | 22 de febrer de 2019   | 192  | 978-4-06-514484-8 |
| 5    | Blue Period (5) | 21 de juny de 2019     | 192  | 978-4-06-515958-3 |
| 6    | Blue Period (6) | 22 de novembre 2019    | 192  | 978-4-06-517512-5 |